# ستيفن فروست
ستيفن فريدريك يوستاس فروست (بالإنجليزية: Stephen Frost)‏ (مواليد 28 ديسمبر 1955) هو ممثل وكوميدي إنجليزي.
ولد فروست في ريدروث، كورنوال، وهو نجل الفنان المجرد تيري فروست وشقيق الرسام أنتوني فروست.

## نبذة
ولد فروست في ريدروث، كورنوال، وهو ابن الفنان التجريدي تيري فروست وشقيق الرسام أنتوني فروست.
انضم إلى مدرسة بانبوري (أكاديمية ويكهام بارك الآن) في شمال أوكسفوردشاير، وهي جزء من قاعة ستانبريدج، في سبتمبر 1967. أصبحت المدرسة شاملة في ذلك الفصل، ولكن بالاسم فقط؛ بقيت المباني إلى حد كبير. تحولت المدرسة على مر السنين. لعب الرجبي لمقاطعته في سن 16 عامًا، ولعب كرة الريشة محليًا، وألعاب القوى، في مخطط الخمس نجوم AAA. كان شقيقه سيمون رياضيًا أيضًا. شارك في العديد من إنتاجات الدراما المدرسية، في الصف السادس، مع شقيقيه سيمون وماثيو. في الصف السادس، أطلق لحيته وعمل مع مسرح الشباب الوطني. فاز بجائزة كاتب مسرحي من مسرح رويال كورت. كان رئيس مجموعة الدراما المدرسية هو برايان ديربيشاير؛ ترك المعلم المدرسة في نفس الوقت مع ستيفن، في يوليو 1974.
اجتاز مستويين عاديين، الجغرافيا والفيزياء. اجتاز امتحان المستوى المتقدم في الجغرافيا. وكان مدير مدرسته هاري جادج. عاش في 2 Old Parr Road من عام 1963 إلى عام 1974. وفي عام 1974 انتقلت العائلة إلى نيولين في كورنوال. التحق بمدرسة جيلدهول للموسيقى والدراما مع آرت ماليك (وزوجته جينا رو) ومارك أردن والممثلين جيريمي جيتينز وروبرت ماكولي.

## روابط خارجية
- ستيفن فروست على موقع IMDb (الإنجليزية)
- ستيفن فروست على موقع ميوزك برينز (الإنجليزية)
- ستيفن فروست على موقع قاعدة بيانات الفيلم (الإنجليزية)

- [http://www.imdb.com/name/nm0296571/ Stephen Frost

] في قاعدة بيانات الأفلام على الإنترنت